# 約翰·彼得·范奈斯
約翰·彼得·范奈斯（英語：John Peter Van Ness；1770年—1846年3月7日）是美國眾議院議員，代表紐約州第6國會選區。他生於紐約州哥倫比亞縣的根特。曾在華盛頓神學院和紐約市哥倫比亞學院就讀。他學過法律並被寄予就業許可，但是從沒有從業。

## 職業生涯
他被選為紐約州第6國會選區的民主共和黨議員參加第7屆美國國會，以補充因約翰·貝德辭職導致的空缺，1801年10月6日上任。1802年8月，他在改選中被聯邦黨議員亨利·W·利文斯頓擊敗。1803年1月17日，范奈斯的職位被宣佈空缺，因為1802年總統托馬斯·傑斐遜任命他為哥倫比亞特區一個國民軍的陸軍少校，而美國憲法規定國會成員不能擁有聯邦職務。1803年范奈斯定居華盛頓。1805年被授予陸軍中校軍銜，任國民軍第一軍團（First Legion of Militia）指揮官。1811年成为准將，1813年晋升少将。1829年任华盛顿市市議員。1830年-1834年任華盛頓市長。
1820年代，范奈斯是 哥倫比亞藝術與科學提升學會成員, 該學會的許多成員現在都相當出名，包括美國總統安德魯·傑克遜、約翰·昆西·亞當斯和其他各領域知名人士。
他是華盛頓歐文的朋友。
1833年，范奈斯任華盛頓國家紀念碑協會第二任副董事次年任華盛頓城市運河理事和美國銀行華盛頓分行行長。范奈斯從1814年至1846去世一直是國家城市銀行行長。

## 慈善事業
儘管不是天主教徒，他還是在第五街和H街的角落上捐出了一塊土地，用作建造聖母瑪麗教堂，土地在1846年3月25日被規劃完成。這一捐獻的附加條款是天主教禮拜必須在一年之內在這裡開始、擔保教堂在1846年10月18日能夠完工並且以後也要定期舉行禮拜，否則土地所有權將被移交給范奈斯的家庭。

## 家庭
1802年，范奈斯與瑪西亞·伯恩斯（1782年-1832年）結婚，她本身也是一位著名的慈善家，支持孤兒院的建設。
這對夫婦居住在范奈斯大廈（Van Ness House），這棟建築建造于1813至1816年。後因泛美聯盟大廈（Pan American Union Building）的建築而被毀。

## 去世與葬禮
范奈斯1846年3月7日去世，他的妻子先於他在1832年9月9日去世，死後二人合葬在在范奈斯陵。這座陵寢起初位於華盛頓特區第九第十街之間的西北華盛頓H街。1872年，二人改葬喬治敦的橡樹丘公墓。